# Philonotis remotifolia
Philonotis remotifolia là một loài rêu trong họ Bartramiaceae. Loài này được Hook. f. & Wilson A. Jaeger mô tả khoa học đầu tiên năm 1875.